# Илияс Делиянакис
Илияс Йоану Делиянакис (на гръцки: Ηλίας Δεληγιαννάκης) е гръцки андартски капитан, деец на гръцката въоръжена пропаганда в Македония.

## Биография
Делиянакис е роден в Аргируполи на остров Крит. Присъединява се към гръцката пропаганда и става капитан на чета от 135 души. Четник при него става Илияс Пинис. През юни 1905 година заедно с гъркоманския капитан Лазар Апостолов дава сражение край село Кондороби на четата на костурския войвода на ВМОРО Костандо Живков.
Според Георгиос Панайотидис, учител в Цотилската гимназия, пишещ в 1910 година, четата на Делиянакис заедно с обединената чета на капитаните Мальос и Вергас и тези на Лицас, Закас и Лахтарас участва в Битката при Осничани на 7 май 1906 година.
Участва в Балканската война начело на чета съвместно с Георгиос Диконимос, Евтимиос Каудис и Йоанис Каравитис. Загива в Битката при Яребична в 1918 година.
В 1953 година в Солун е издигнат негов бюст, дело на скулптора Янис Канакакис (1903 - 1978).